# Tsamakasar
Tsamakasar ou Tamaqasar (en arménien Ցամաքասար) est une communauté rurale du marz d'Aragatsotn, en Arménie. Elle compte 452 habitants en 2009.